# Elias (wrestler)
Jeffrey Logan Sciullo (ur. 22 listopada 1987 w Pittsburgh w Pensylwanii) – amerykański wrestler najbardziej znany ze swojego pobytu w WWE, gdzie występował pod pseudonimami Elias i Ezekiel.

## Kariera profesjonalnego wrestlera

### Wczesna kariera (2008–2013)
Sciullo występował w federacjach niezależnych położonych w północno-wschodnich Stanach Zjednoczonych, głównie dla International Wrestling Cartel (IWC) pod pseudonimem ringowym Logan Shulo. Zdobył tam tytuły Super Indy Championship oraz World Heavyweight Championship.

### WWE

#### NXT (2014–2017)
Na początku 2014, Sciullo podpisał kontrakt rozwojowy z WWE i zaczął występować w rozwojowym brandzie NXT pod pseudonimem Elias Samson. Zadebiutował podczas nagrań tygodniówek NXT z 24 kwietnia 2014, gdzie w roli jobbera wraz z Buddym Murphym przegrali z drużyną The Ascension (Konnorem i Victorem). Przez resztę roku występował sporadycznie, między innymi przegrywając z Baronem Corbinem.
W sierpniu 2015 na gali NXT TakeOver: Brooklyn wszedł do ringu z gitarą, lecz chwilę potem został pokonany przez powracającego Bulla Dempseya. Samson wziął udział w turnieju Dusty Rhodes Tag Team Classic, lecz wraz z partnerem Tuckerem Knightem zostali wyeliminowani przez Dasha Wildera i Scotta Dawsona. 23 grudnia 2015 podczas tygodniówki NXT nagrywanej przed galą NXT TakeOver: London pokonał Dempseya w singlowej walce. Przez kolejny kwartał wygrywał walki z Johnem Skylerem, Coreyem Hollisem, Steve’em Cutlerem i Jessem Sorensenem. 23 marca 2016 na NXT poniósł porażkę z Johnnym Gargano. Po walce zaatakował zwycięzcę, lecz na jego ratunek przybył Apollo Crews. Samson przegrał z Crewsem podczas tygodniówki NXT z 6 kwietnia, którą nagrano przed galą NXT TakeOver: Dallas. Jego pasmo przegranych trwało do listopada, między innymi 4 maja przegrał z Shinsuke Nakamurą, zaś 11 maja z Finnem Bálorem. 16 listopada podczas tygodniówki NXT pokonał Nathana Cruza.
15 marca 2017 podczas tygodniówki NXT, Samson wszedł do ringu i wyśmiał Kassiusa Ohno, który przegrał walkę o NXT Championship z Bobbym Roode. Ohno wyzwał Samsona do „Loser Leaves NXT” matchu, który Samson przegrał dwa tygodnie później. 1 kwietnia wystąpił jako zamaskowany „El Vagabundo” (z hiszpańskiego „The Drifter”, jego dotychczasowy przydomek), lecz przegrał z Oneyem Lorcanem, który zdjął mu maskę.

#### Raw
10 kwietnia 2017 podczas tygodniówki Raw, Samson zadebiutował w głównym rosterze federacji. Dwukrotnie pojawił się na arenie przechadzając się z gitarą i obserwując walki Nii Jax z Charlotte Flair, a także ośmioosobowy tag-team match. 4 kwietnia 2022 podczas Monday Night RAW zawodnik wystąpił pod nowym pseudonimem ringowym Ezekiel. 

## Styl walki
- Finishery
  - Jako Elias Samson
    - Diving elbow drop - 2016[11]
    - Snap swinging neckbreaker - 2016
    - Rolling cutter - od 2016

  - Jako Logan Shulo
    - Halo Bomb (Electric chair dropp przeistaczany w sitout powerbomb)
- Inne ruchy
  - Big boot
  - Boston crab
  - Corner mule kick
  - Discus clothesline
  - Diving double foot stomp
  - Dropkick
  - High knee
  - Lariat
  - Nerve hold
  - Reverse chinlock
  - Running leaping shoulder block
  - Suplex
- Przydomki
  - „The Drifter”[3]
  - „Heavy Metal Jesus”[3][8]
  - „The Frontman”[3]
  - „King of Song Style”[16]
- Motywy muzyczne
  - „Darkside of the Road” ~ Ol' Style Skratch (NXT; 24 kwietnia 2015 – 16 grudnia 2015)
  - „Drift” ~ CFO$[17] (NXT/WWE; od 23 grudnia 2015)

## Mistrzostwa i osiągnięcia
- International Wrestling Cartel
  - IWC Super Indy Championship (1 raz)[8][18]
  - IWC World Heavyweight Championship (1 raz)[9][18]
- Pro Wrestling Illustrated
  - PWI umieściło go na 391. miejscu w top 500 wrestlerów rankingu PWI 500 w 2013[19]
  - PWI umieściło go na 203. miejscu w top 500 wrestlerów rankingu PWI 500 w 2016[20]

### Bilans Luchas de Apuestas
| Zwycięzca               | Przegrany               | Miejsce          | Gala | Data                | Notka                     |
| ----------------------- | ----------------------- | ---------------- | ---- | ------------------- | ------------------------- |
| Kassius Ohno (kontrakt) | Elias Samson (kontrakt) | Orlando, Floryda | NXT  | 22 lutego 2017(dts) | Wyemitowano 29 marca 2017 |